# Dijabetesni makularni edem
Dijabetesni makularni edem (skraćeno u daljem delu teksta DME) koji se javlja u sklopu dijabetesne retinopatije i jedan je od najranijih razloga koji dovodi do pada vidne oštrine, u krajnjoj fazi bolesti i razvoja proliferativne dijbetesne retinopatije. Razvoj dijabetesnog makularnog edema je karakteristika starijih pacijenata mahom obolelih od tipa II šećerne bolesti, dok je razvoj proliferativne dijabetične retinopatije karakteristika mladih, obolelih od tipa I šećerne bolesti. Trajanje bolesti najveći je faktor rizika uz opštu slabu kontrolu metabolizma kao drugog važnog faktora. Hiperglikemija provocira proizvodnju slobodnih radikala (oksidativni stres) i formiranje krajnjih produkata glikolizacije (AGE). Ti procesi rezultuju hipoksijom, ishemijom i na kraju reakcijom tkiva, upalom. Upala uzrokuje povećanje proizvodnje VEGF-a, endotelnu disfunkciju, leukocitnu adheziju i PKC produkciju. Aktivacija protein kinaze C deluje na vaskularnu funkciju u vidu propusnosti, kontraktilnosti, koagulacije i vazoproliferativno. U skladu s navedenim, dijabetesna se mikroangiopatija smatra stanjem niskog rnivoa upale. 
Uprkos nekim novijim potencijalnim načinima lečenja dijabetesne retinopatije kao što su intravitrealna primena kortikosteroida, anti VEGF lekova ili inhibitora protein kinaze C, fotokoagulacija laserom, adekvatna kontrolu glikemije ostala je „zlatni standard“ u lečenju dijabetesne retinopatije. Bilo da je klasična ili fotokoagulacija modifikovanim tehnikama već desetinama godina doprinosi lečenju dijabetesne retinopatije. Laser fotokoagulacija retine izaziva regresiju neovaskularizacije kod proliferativne dijabetesne retinopatije, dovodi do smanjenja i nestanka edema makule i tako redukuje teži gubitak vidne oštrine sa 33% kod nelečenih očiju na 13% kod lečenih očiju.

## Epidemiologija
Nakon 20 godina trajanja šećerne bolesti dijabetesni makularni edem se razvija u 80% dijabetesnih bolesnika, kao vodeći uzrok slepila u razvijenim zemljama. 
Dijabetesni makularni edem se javlja sa učestalošću od oko 14% među obolelima od šečerne bolesti, u bilo kom stadijumu razvoja dijabetesne retinopatije (skraćeno DR), ali se pojavljuje mnogo češće u težim oblicima dijabetesne retinopatije, zatim sa dužim trajanjem šečerne bolesti. 
Prema istraživanjima dijabetesna retinopatija (DR) je češća kod šećerne bolesti tipa I (40%) nego u šečernoj bolesti tipa II (20%). U zavisnosti od stadijuma
dijabetesne retinopatije makularni edem se javlja u 3% kod umerene neproliferativne DR, u 38% kod teške neproliferativne i 78% pacijenata obolelih od prliferativne dijabetesne retinopatije. Prevalencija se dalje povećava sa povećanjem dužine trajanja bolesti. Oko 25% bolesnika sa IZDM, i oko 15% sa INZDM dobija makularni edem nakon 25 godina trajanja bolesti. Makuarni edem može da se javi i samostalno kao jedina manifestacija dijabetesne retinopatije.
Na osnovu istraživanja ustanovljeno je da broj obolelih od šečerne bolesti u svetu kao i u Srbiji ubrzano raste. Svetska zdravstvena organizacija je 2000-te godine predviđala da će broj obolelih u svetu od šečerne bolesti sa 171 miliona (2,8% populacije), porasti na 366 miliona (4,4% populacije) do 2030 godine.
Prema procenama Međunarodne federacije za šečernu bolest (International Diabetes Federation - IDF) danas je taj broj već dostignut i iznosi 371 miliona obolelih. Samo u periodu od 1995 — 2000. godine prevalenca obolelih od šečerne bolesti je porasla u razvijenim zemljama za 8,5%, a u zemljama u razvoju za 18%.
Broj obolelih u svetu ubrzano raste i očekuje se da će se za 20 godina povećati na više od 552 miliona Najvažnija demografska promena koja bi uticala na ovaj nagli porast je povećanje broja ljudi starijih od 65 godina prisutnih u ukupnoj svetskoj populaciji. Ova prognoza nije obuhvatila porast obolelih od šečerne bolesti tipa II, koja bi usledila porastom broja gojaznih osoba, kako u razvijenim tako i u zemljama u razvoju. 
Razvijene zemlje pokazuju sve veću incidencu pojavljivanja šečerne bolesti kod ljudi starijih od 65 godina, dok je za zemlje u razvoju karakteristična najveća učestalost u radno-aktivnoj populaciji kod ljudi od 45 do 64 godina starosti. Danas ta brojka ćini 2/3 obolelih u zemljama u razvoju, i stalno raste zbog: brzog rasta populacije u nerazvijenim zemljama, procesa industralizaije i urbanizacije i promena u načinu života i ishrane.

## Faktori rizika
Brojne velike studije koje su istraživale faktore odgovorne za nastanak i progresiju dijabetiþne retinopatije i dijabetesnog makularnog edema kao što su: Viskonsin epidemiološka sudija o dijabetiþnoj retinopatiji Wisconsin Epidemiologic Study of Diabetic Retinopathy (WEDRS) i Prospektivna studija o dijabetiþnoj retinopatiji Velike Britanije-United Kingdom Prospective Diabetes Study (UKPDS), ustanovile su da je od značaja za učestalost pojavljivanje bolesti i tip šečerne bolesti, odnosno vrsta terapije (insulin, oralni hipoglikemici ili dijeta). Osim dužine trajanja šečerne bolesti, tipa šećerne bolesti, odnosno vrste terapije, od velike važnosti za razvoj i progresiju kako dijabetesne retinopatije tako i makularnog edema je kontrola glikemije, praćena preko nivoa glikoziliranog hemoglobina-HbA1c, arterijska hipertenzija, dislipidemija, mikroalbuminurija odnosno proteinurija. Dodatni faktori su: starija životna dob, loš socio-ekonomski status, trudnoüa. Od lokalnih okularnih faktora koji su od uticaja na progresiju dijabetesnog makularnog edema, najznačajniji i najčešći je operacija katarakte.

## Etiologija
Dijabetesna retinopatija je među vodećim uzrocnicima stečenog slepila, i najčešćih komplikacija šečerne bolesti. U sklopu dijabetesne retinopatije jedan od najranijih razloga koji dovodi do pada vidne oštrine je dijabetisni makularni edem (DME), i praćen je narušavanjem kvalitet života i umanjuje radnu sposobnost. 
Dijabetesni makularni edem je zadebljanje mrežnjače (retine) usled nakupljanja tećnosti intraretinalno, unutar dva disk dijametra (DD) od centra makule-fovee. Primarno je izazvan probojem unutarašnje krvno-retinalne barijere na nivou endotela kapilara mređnjače što ima za posledicu propuštanje i nakupljanje fluida i sastojaka plazme u okolnu mrežnjaču, preciznije makulu i zadebljanje mrežnjače na račun akumulacije intraretinalne tečnosti u spoljašnjem pleksiformnom, unutrašnjem nuklearnom sloju kao i unutar potpornih Mulerovih ćelija. 
Osim intraretinalnog nakupljanja fluida i eksudata, makularna funkcija može biti poremećena i okluzijom parafovealnih kapilara, krvarenjima u makuli, trakcijom na makulu, formiranjem makularne rupture, ali i kombinacijom svih ovih poremećaja istovremeno.
Sa pojavom nakupljanja tečnosti dolazi do širenja ekstracelularnih prostora – javlja se ekstracelularni edem, koji se može preneti i na same ćelije kada nastaje intracelularni edem regije makule. Nakupljanje tečnosti dovodi do funkcionalnog međućeljskog poremećaja koji rezultuje oštećenjem vida. Tako DME nastaje na
raćun povećane permeabilnosti - sloma unutrašnje hematoretinalne barijere, koju čine čvrste veze endotelijalnih ćelija perifovealnih retinalnih kapilara. 
Nakon sloma unutrašnje sledi i slom spoljašnje hemato-retinalne barijere (promene u zidu krvnog suda, promene u lumenu krvnog suda na krvnim ćelijama i promene u krvnom protoku ili disbalans regulatora protoka).

## Patofiziologija
Značaj hiperglikemije kao najjačeg faktora rizika koji doprinosi nastanku dijabetesne retinopatije (DR) i dijabetesnog makularnog edema (DME) je potvrđen u brojnim studijama, međutim tačni mehanizmi nastanka još uvek nisu dovoljno poznati. Hiperglikemijom indukovana patogeneza obuhvata četiri osnovna puta nastanka dijabetesne retinopatije i dijabatesnog makularnog edema:
1. Poliolski put – povećanje metabolizma
2. Završni produkti glikacije – povećanje koncentracije
3. Protein kinaza C (PKC) - aktivacija
4. Heksozamini – povećanje metabolizma
Svi ovi putevi zajednički dovode do povećanja oksidativnog stresa, inflamacije i vaskularne disfunkcije. Oksidativni stres i inflamacija dovode do povećanja
koncentracije faktora rasta i citokina, kao što su vaskularni endotelni faktor rasta (VEGF), angioproteini, tumor nekrotični faktor (TNF), interleukini (ILs) i matriksne metaloproteinaze (MMps), koji zajedno dovode do sloma hematoretinalne barijere (HRB) i razvoja dijabetesne retinopatije i dijabetesnog makularnog edma. 
Međutim i pored nekoliko objavljenih biohemijskih teorija, još uvek se ne može uspostaviti ni jedan definitivni mehanizam i do sada nije pronađena u potpunosti efikasna terpija 
 

Predloženi patofiziološki mehanizmi nastanka dijabetesne retinopatije (DR) i dijabatesnog makularnog edema prikazani su na ovoj tabeli: 
| Mehanizam                                                  | Način delovanja | Predložena terapija |
| ---------------------------------------------------------- | --- | --- |
| Aldoza reduktaza                                           | Dovodi do povećane produkcije sorbitola, uzrokuje osmotski ili drugi tip oštećenja | Aldoza reduktaza inhibitori |
| Inflamcija                                                 | Povećana adhezija leukocita za kapilarni endotel, može uzrokovati smanjeni protok i povećanu hipoksiju; može ubrzati slom hemato-retinalne barijere i pospešiti nastanak makularnog edema.                     | Aspirin (neefektivan ETDRS;nije povećao vitrealna krverenja; nije kontraindikovan): kortikosteroidi /rade se intravitrealne inekcije/ |
| Protein kinaza C                                           | Povećava ekspresiju VEGF; aktvnost se povećava diacilglicerolom koji je povećan kod hiperglikemije; efektivan u inaktivaciji VEGF vezujući se za celularni receptor;                                           | Klinička istraživanja protein kinaza Cβ izoforme                                                                                      |
| Reaktivne kiseonične vrste                                 | Oksidativno oštećenje enzima i drugih ključnih celularnih komponenti | Antioksidansi /limitirana vrednost u kliničkim ispitivanjima/                                                                         |
| Neenzimatska glikacija proteina Završni produkti glikacije | Inaktivacija važnih enzima: alteracija ključnih proteina | Aminoguanidin /kliničko istraživanje/                                                                                                 |
| Poremećaj ekspresije gena                                  | Uzrokovan hiperglikemijom na nekoliko nedovoljno objašnjenih načina. Uzrokuje dugoročne alteracije na jednom ili više kritičnih celularnih puteva                                                              | Nepoznata za sada |
| Inducibilne forme nitratnog oksida sintetaze               | Pospešuje produkciju slobodnih radikala: mogućnos uticaja na ekspresiju VEGF | Aminoguanidin |
| Apoptoza retinalnih kapilarnih pericita endotelnih ćelija  | Smanjuje protok krvi kroz retinu, smanjuje funkciju i uzrokuje hipoksiju | Nepoznata za sada |
| VEGF                                                       | Povećan prilikom retinalne hipoksije; mogući i drugi mehanizmi; uključuje slom hemato-retinalne barijere; dovodi do makularnog edema; indukuje proliferaciju retinalnih kapilarnih ćelija i neovaskularizaciju | Redukcija VEGF sa ekstenzivnom (panretinalnom) fotokoagulacijom                                                                       |
| PEDF                                                       | Protein koji se normalno oslobađa iz retine; inhibira neovaskularizaciju; smanjenje koncentracije u dijabetu eliminiše inhibiciju;                                                                             | PEDF; gen u nereplikantnom adenovorusu ubačen u oko uzrokuje formiranje PEDF u retini                                                 |
| Hormon rasta i IGF-1                                       | Redukcija u hormonu rasta ili IGF -1 sprečava neovaskularizaciju | Pegvisomant - blokator receptora; Octreotide (analog somastatina)                                                                     |

Makularni edem nastaje kada se tečnost i proteinski depoziti akumuliraju u makularnoj regiji i uzrokuju zadebljanje i oticanje makule koje može biti ili fokalno ili difuzno. U tom smislu morfološki gledano, makularni edem može biti fokalni i difuzni. 
| Fokalni edem makule | Je lokalizovano zadebljanje, koje je primarno lokalizovano u područje retinalnog zadebljanja, i primarno je izazvan propuštanjem iz mikroaneurizmi ili ređe iz intraretinalnih mikrovaskularnih anomalija. Zone edema su često okružene tvrdim eksudatima. Biohemijski su ti eksudati lipoproteini, verovatno poreklom iz plazme, a lokalizovani su u spoljašnjem ili unutarašnjem sloju nervnih niti. Medutim, ponekad se deponuje i ispod retine izazivajući degeneraciju fotoreceptora. |
| Difuzni edem makule | Promene su izazvane propuštanjem iz proširenih i abnormalno propustljivih kapilara a verovatno i poremećajem propustljivosti retinalnog pigmentnog epitela. Difuzni edem ima vrlo malo ili najčešće nema tvrdih lipidnih eksudata. Za razliku od fokalnog edema, često je praćen nakupljanjem fluida u cistoidnim prostorima makule. Difuzni edem često je obostran i simetričan. |

Pretpostavlja se je slabljenje krvno-retinalne barijere, koja dovodi do povećane vaskularne propusnosti, jedan o primarnih uzroka makularnog edema, koji je ujedno i najvećem broju slučajeva uzrok gubitka vida u mnogim retinalnim bolestima većinom ukljućujući dijabetesnu retinopatiju, okluziju retinalnih vena, uveitis i Irvine Gass sindrom. 
Patofiziologija makularnog edema je kompleksna, sa raznolikim procesima uključenima u njegov nastanak. Abnormalna retinalna kapilarna propusnost ili popuštanje krvnoretinalne barijere je u središnja etiologija. Povećana vaskularna propusnost uzrokuje akumulaciju tečnosti što dovodi do povećanja ekstracelularnog prostora koji nadvladava mehanizam ravnoteže tečnosti dovodeći do makularnog zadebljanja i rezultuje na kraju gubitkom vida.
Rane vaskularne i zapaljenjske promene su najverojatnije posledica stresogenog delovanja na tkivo retine. Takvo delovanje može nastati usled:
- hipoksije odnosno ishemije,
- promenjenog krvotoka,
- dejstva toksičnih supstanci,
- operativne traume
- zapaljenja.

Započeti zapaljenjski proces u retinalnoj vaskulaturi potom dovodi do daljih promena krvotoka i migracije inflamatornih ćelija u retinalne krvne sudove. Leukociti tada počinju proizvoditi inflamatorne citokine. Leukocitima u pronalasku zahvaćenog tkiva i prijanjanju na endotel potpomažu inflamatorni adhezioni molekuli, uključujući intracelularne adhezione molekule 1 (ICAM-1), koje se pojavljuju na endotelu krvnih sudova u području retinalnog stresa. 
Kada se leukocit zalepe na unutrašnju površinu krvnog suda, luči se monocitni hemoatraktivni protein 1 (MCP-1) kako bi pomogao aktiviraciju leukocita i njihovu migraciju kroz endotel u tkivo. Jednom kada stignu u tkivo, leukociti luče razne upalne medijatore, uključujući IL-1, TNF alfa i VEGF koji povećavaju kapilarnu propustljivost. Prisutnost tih medijatora povećeva produkciju istih i u načelu povećava upalni odgovor.
Kako proces napreduju, krvno-retinalna barijera slabi i dovodi do povećanja vaskularne propustljivosti. Takođe, može se pojaviti gubitak pericita oko kapilara đto dovodi do slabljenja zida kapilara i posledično rezuluje stvaranjem mikroaneurizmi. Zadebljanje endotelne bazalne membrane može uzrokovati fokalno zatvaranje nekih kapilara i u zavrđnici procesa povećati protok, a samim time i pritisak u susednim kapilarama. Nakupljanje tečnosti dovodi do toga da spojevi između Müllerovih ćelija i membrana neuronskih ćelija postaju rastegnuti..
Klinički signifikantni makularni edem može se nači na svakom nivou uznapredovale dijabetesne retinopatije i predstavlja veliki zdravstveni problem. U jednom trogodišnjem praćenju utvrđeno je da izaziva smanjenje vidne oštrine kod otprilike 33% očiju.

## Klasifikacija
Dijabetesni makularni edem se na osnovu patohistoloških karakteristika klasifikacije na više načina kao:
Edema na osnovu patohistoloških karakteristika
Dijabetesni makularni edema na osnovu fluoresceinske angiografije-FA
Dijabetesni makularni edem (na osnovu oftalmoskopskopskog nalaza)
Dijabetesni makularni edema na osnovu nalaza optičke koherentne tomografije

## Dijagnostika
Dijagnoza makularnog edema se postavlja na osnovu kliničkog pregleda koji obuhvata stereoskopske biomikroskopije makule odnosno stereoskopske fundus fotografije. Iako klinički pregled još uvek predstavlja zlatni standard u dijagnozi DME, poslednjih godina optička koherentna tomografija (OCT) predstavlja brz, konvencionalan dijagnostički metod za kvantitativnu analzu edema i mapiranje makularne debljine.
Međunarodna klinička klasifikacija dijabetesne retinopatije (DR)
| Stepen retinopatije                                        | Oftalmoskopski nalaz na široku zenicu |
| ---------------------------------------------------------- | --- |
| Bez uočljive dijabetesne retinopatije (DR)                 | Bez promena |
| Blaga neproliferativna DR (Mild nonproliferative DR)       | Prisutne samo mikroaneurizme |
| Umerena neproliferativna DR (Moderate nonproliferative DR) | Više od „srednje” ali manje od „teške” |
| Teška neproliferativna DR (Severe nonproliferative DR)     | Bilo šta od sledećeg: - 20 ili više intraretinalnih krvarenja u 4 kvadranta definisano - „ukoričavanje vena” u 2 ili više kvadranta evidentne IRMA u jednom ili više kvadranata bez uočljive neovaskularizacije |
| Proliferativna DR (Proliferative DR)                       | Jedan ili više od sledećeg: - jasno uočljiva neovaskularizacija - preretinalna ili vitrealna krvarenja |

NAPOMENA: IRMA = intraretinalne mikrovascularne abnormalnosti (Ophthalmology, 2003)

## Terapija

### Medikamentozna terapija
Medikamentozna terapija koja se koriste u lečenju dijabetesnog makularno edema zasniva se na primeni: nesteroidnih antiinflamatornih lekova, kortikosteroida, inhibitori karbonhidraze, inhibitori VEGF, Interferon, anti TNF i drugih lekova. 
Nesteroidni antiinflamatorni lekovi (NSAIL)
Kortikosteroidi
Inhibitori karboanhidraze
Inhibitori VEGF
Lekovi, kao što je bevacizumab, mogu da inhibiraju VEGF i da kontrolišu ili usporavaju razvoj bolesti, u kojima je prisutna visoka koncentracija vaskularnog endotelijalnog faktora rasta (VEFF). Lekovi iz ove grupe prvenstveno se koriste u lečenju raka debelog creva, i za to su ga zvanično odobrile komisije za lekove, zemaqa zapadne Evrope i SAD.
Trenutno se u Srbiji kao anti-VEGF koristi Avastin®. Iako ovaj lekk nije registrovan za očnu upotrebu sve masovnije ih koriste očni lekari širom sveta, pa tako i u Srbiji, koji se bave oboljenjima zadnjeg segmenta oka (koja su navedena na ovoj stranici).
Lucentis i bevacizumab (Avastin) su fragmenti monoklonalnog antitela (Fab) izveden iz mišjeg antitela. On je znatno manji od roditeljskog molekula i bio je podvrgnut procesu maturacije afiniteta da bi se pojačalo vezivanje za VEGF-A. Ovi lekovi su kao inhibitori angiogeneze odobreni za lečenje „vlažnog” tipa starostne makularne degeneracije (AMD, ARMD), i uobičajeme forme starosnog gubitka vida ili dijabetesem izazvane retinoptije.
Ovi lekovi koji deluju tako što blokiraju supstancu koja stimuliše rast nenormalnih krvnih sudova (VEGF), u brojnim studijama pokazali su da dovode do usporavanja promena, ponekad do poboljšanja stanja kod određenog broja bolesnika, sa u indikacijama navedenim stanjima. Međutim kod određenog broja bolesnika dolazi do napredovanja promena i daljeg smanjenja vida bez obzira na ponavljanje terapije. lek nije delotvoran kod svih bolesnika, tako da se ne može unapred znati kod koga će boesnika i u kojoj meri biti uspešan.
Na tržištu lekova, ostoji još lekova koji blokiraju VEGF, među kojima su npr Eylea®, Lucentis® i drugi, koji deluju po istim principima ali su značajno skuplji, ali ne i efikasniji od Avastina.

### Hirurška terapija
Laser fotokoagulacija
Aplikacija lasera indikovana ukoliko je edem makule klinički signifikantan. Za lečenje se pored pregleda biomikroskom-špalt procepnom lampom, uz pomoć lupe od 90 ili 68 dioptrija, preporučuje upotreba fluoresceinske angiografije koja je neophodna za procenu vrste edema i samim tim predstavlja putokaz za laser tretman. Iako je u dijagnostici DME i odredjivanju njegovog tipa FA neprevaziena, upotreba OCT-a je sve veća, ne samo u praćenju već i u dijagnostici jer može otkriti edem u njegovoj ranijoj fazi. Ove dve metode su komplementarne i preporučuju se obe u dijagnostici, a u praćenju terapijskog efekta primenjenih metoda na edem preporučuje se OCT kao neinvazivna metoda. 
Pptimena laserske svetlosi ut zavisno od talasne dužine koja se absorbuje u raznim pigmentima retine: ksantofil (nalazi se u spoljnim i unutrašnjim slojevima retine), melanin (u üelijama RPE i melanocitima horoidee) i hemoglobin (nalazi se u retinalnim i horoidalnim krvnim sudovima), zasniva se na dva različita mehanizma dejstva lasera — direktni i indirektni.
- Direktan tretman mikroaneurizmi koje su u centru fokalnog edema dovodi do tromboze, njiovog zatvaranja i prestanka curenja što je uslovljeno absorpcijom laserske energije od strane hemoglobina.
- Indirektan tretman u vidu grida makule ostvaruje se na taj način što laserskom destrukcijom spoljnih retinalnih slojeva, RPE i horiokpilarisa, dolazi do značajnog poboljšanja oksigenacije, direktnom difuzijom iz horiokpilarisa preko formiranih laser ožiljaka do unutrašnje retine.[21]

Tokom terapije laserom moguće su brojne komplikacije standardnog laser tretmana makule, često je prisustvo paracentralnog skotoma koje nastaje slivanjem parafovealnih laser pečata, naročito ukoliko je došlo do prevelike absorpcije usled korištenja plavo-zelenog argon lasera. Pojavu nenamernog laser pečat u samoj fovei usled nesaradnje pacijenta ili neraspoznavanja same fovee koja je izmenjena prisustvom edema, u lokaciji fovee može pomoći kobaltni plavi filter zbog selektivne absorpcije plave svetlosti od strane makularnog ksantofila.
Česta komplikacija je subretinalna fibroza koja je nepredvidiva i po vid veoma opasna komplikacija koja takođe proizilazi iz ekscesivnog tretmana, nastaje usled
fibrozne metaplazije RPE-a usled rupturirane membrane Bruch, i takođe se povezuje sa prisustvom plakova tvrdih eksudata.
Sve većom redukcijom enegije, primenom sve savremenijih tipova lasera, odnosno dužine trajanja pulsa, smanjeno je destruktivno dejstvo lasera na tkivo retine. 
Vitrektomija - pars plana
Vitrektomija pars plana sa odvajanjem zadnje hialoidne membrane (istovremeno rezanje i sukcija staklastog tela), koja se primenjuje od 1992 godine, korisna je u rešavanju trakcionog dijabetesnog makularnog edema. Zahvatom se odstranjuje corpus vitreus, oslobađa vitreoretinalna trakcija novostvorenog vezivnog tkiva, zatvaraju se sva mesta oštećene retine. Na kraju zahvata unutrašnjost oka ispunjava se balansiranom fiziološkim rastvorom, silikonskim uljem ili volumnoekspanzivnim gasovima, zavisno od početne patologije, vršeći tamponadu retine. Prednost gasova je što se sami resorbiraju iz oka i ne moraju se vaditi kao silikonsko ulje, u drugom aktu. Veoma je važno pri vitrektomiji u potpunosti odstraniti staklasto telo jer ono podržava rast proliferativnih membrana, odnosno daje ne samo anatomsku potporu njihovom rastu, već je ona i medij kojim se šire lokalni faktori rasta i ćelijski regulatori.
Zahvat se vrši u lokalnoj peribulbarnoj anesteziji, a ponekad, zavisno od stanja oka i pacijenta, ili u opštoj anesteziji. 
Komplikacije
Moguće komplikacije nakon stavljanja gasa intraokularno su pojava katarakte ili sive mrene i povišeni očni pritisak, pa se ne preporučuje pacijentima let avionom. 
Rezultati
Prema jednoj od studija na 55 očiju rezultati pars plana vitrektomije u lečenju trakcionog DME rezultovalo je u:
- 49% slučajeva poboljšanejm vidne oštrinu za dva reda,
- 42% slučajeva stabilnom vidnom oštrinom
- 9% slučajeva padom vidne oštrine.

Rezultati su uvek bolji ukoliko je hirurška intervencija sprovede u ranoj fazi bolesti.

## Napomene
1. ↑  Kako su Müllerove ćelije jedine ćelije koje imaju glukokortikoidne receptore u retini, to se može iskoristiti u terapiji steroidima kako bi se eliminisao deo tečnosti

## Spoljašnje veze
Mediji vezani za članak Dijabetesni makularni edem na Vikimedijinoj ostavi

|  | Molimo Vas, obratite pažnju na važno upozorenje u vezi sa temama iz oblasti medicine (zdravlja). |